# آبشار گورگور آلوارس
آبشار گورگور آلوارس در ۲۰ کیلومتری شهرستان سرعین به سمت پیست اسکی آلوارس و ۳۵ کیلومتری اردبیل واقع گردیده‌است. این آبشار در ارتفاع ۲۴۲۰ متری از سطح دریا واقع شده‌است. آبشار از منبع چشمه ای بنام گورگور، در دره آلوارس (قزل گوللر) که یکی از عریض‌ترین و باصفاترین دره‌های سبلان است قرار دارد. آبدهی این چشمه بسیار بالا بوده و آب از خلل و فرج دیواره صخره ای مشرف به دره با فشار به بیرون سرازیر می‌گردد.